# Пинкас, Давид Цви
Давид Цви Пинкас (ивр. דוד צבי פנקס‎ род. 5 декабря 1895 Шопрон, Австро-Венгрия — 14 августа 1952 Израиль) — сионистский активист и израильский политик. Стал одним из подписавших Декларацию независимости Израиля, и третьим министром транспорта Израиля.

## Биография

### Европа
Давид Пинхас Цви родился 5 декабря 1895 в городе Шопрон в Австро-Венгрии (в наше время Венгрия). Его отец Яаков-Иехуда был предпринимателем, хозяином гостиницы, ресторана и банкиром, также он одним из основателей религиозного движения Мизрахи и членом Общественного комитета в Вене.
Давид Цви Пинакас был назван в честь своего деда, отца матери Сары, Давида Цви Риглер. В семье Давида Цви называли Дольфи (ивр. דולפי‎), он был первым сыном в семье, у него было 6 старших сестер. Всего в семье было 7 дочерей и четыре сына. Когда Давиду Пинкасу было 8 лет, его семья переехала жить в Вену. Давид Цви получил традиционное еврейское и общее образование. Он окончил среднюю школу в Вене, изучал иудаизм сначала в Вене, а потом в Пресбургской иешиве (город Братислава), позже он также изучал право в Венском университете.
После начала Первой мировой войны Давид Пинкас Цви мог быть призван в армию, но этого не случилось, потому что он в это время учился в Венском университете.
В 1923 году он был делегатом на 13-м сионистском конгрессе.

### Эрец-Исраэль
В начале 1925 год семья Давида Цви репатриируется в Эрец-Исраэль, которая в тот период находилась под властью Великобритании. Здесь Пинкас был назначен управляющим Банком Мизрахи в Тель-Авиве и занимал эту должность до 1949 года, когда он был избран председателем совета директоров банка, обязанности которого исполнял до самой своей смерти.

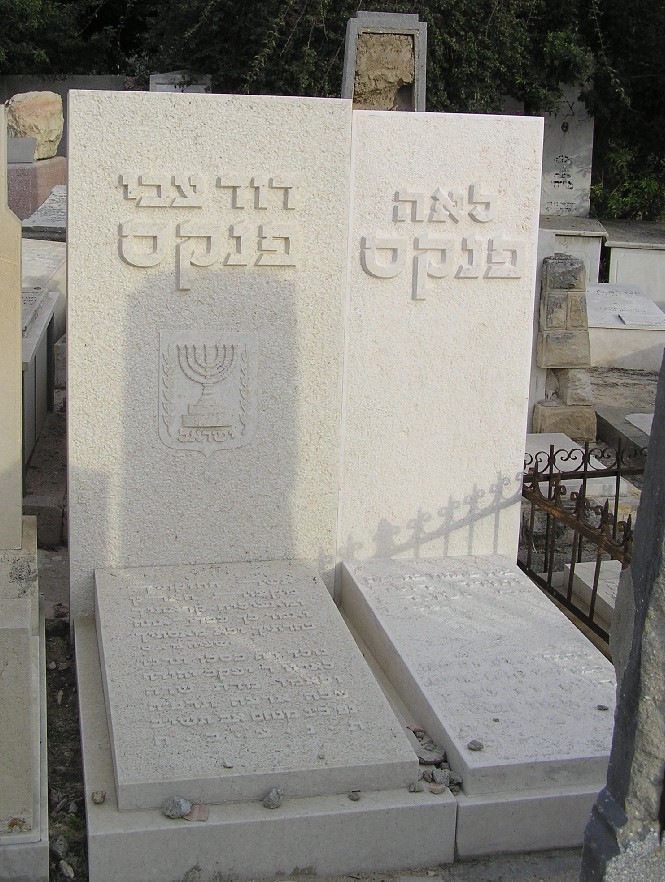
Могила Давида Цви (слева, рядом могила его жены Леи)

## Политическая карьера
В 1944 году Давид Цви был членом Палаты представителей, а в период между 1947 и 1948 годами он был членом Еврейского Национального Комитета. Во время Войны за независимость Израиля он был одним из руководителей комитета по безопасности.
После провозглашения независимости Израиля Пинкас стал одним из членов Временного государственного совета Израиля, где занимался разработкой правил для комитетов совета. В 1949 году он был избран в Кнессет 1-го созыва от фракции Объединённый религиозный фронт, куда входили различные религиозные партии, такие как Агудат Исраэль, Поалей Агудат Исраэль, Мизрахи и Ха-поэль ха-мизрахи. В Кнессете 1-го созыва он занимал должность председателя финансовой комиссии.
В 1950 году он также был избран заместителем мэра Тель-Авива.
Перед выборами в Кнессет 2-го созыва союз религиозных партий распался, и партия Мизрахи участвовала в выборах в одиночку, в результате партия получила 2 мандата. Пинкас получил пост министра транспорта Израиля и остался председателем финансового комитета. В качестве министра, Пинкас запретил работу общественного транспорта в субботу.

## Смерть
В июне 1952 года квартиру Давида Цви Пинкаса пытались взорвать. Ни сам Пинкас, ни его семья при этом не пострадали, хотя и был нанесен значительный ущерб зданию. По обвинению в покушении были задержаны члены Лехи Амос Кейнан и Шальтиэль Бен Яир, но позже освобождены за недостаточностью улик. Предполагаемой причиной покушения было прекращение движения общественного транспорта в субботу.
Давид Цви Пинкас скончался через два месяца после покушения от сердечного приступа. Он был похоронен на кладбище Трумпельдор в Тель-Авиве. В честь него был назван Рамат Пинкас.